# Louise Charlotte de Mecklenburg-Schwerin
Ducesa Louise Charlotte de Mecklenburg-Schwerin (19 noiembrie 1779 – 4 ianuarie 1801) a fost bunica maternă a Prințului Albert, soțul reginei Victoria a Regatului Unit.
Louise Charlotte s-a născut ducesă de Mecklenburg-Schwerin, tatăl ei fiind Frederic Francisc I, Mare Duce de Mecklenburg-Schwerin. Mama ei a fost Prințesa Louise de Saxa-Gotha-Altenburg și sora ei a fost Charlotte de Mecklenburg-Schwerin (1784–1840), soția regelui Christian al VIII-lea al Danemarcei.

## Biografie
La 1 noiembrie 1795, Louise Charlotte s-a logodit cu regele Gustav al IV-lea Adolf al Suediei. Logodna a fost aranjată de Gustaf Adolf Reuterholm, care era regentil de facto al Suediei, și care dorea să-și mențină influența și după ce monarhul era declarat major, având o regină îndatorată pentru poziția ei. Inițial, regele a fost de acord; logodna a fost celebrată la curțile Suediei și Mecklenburg și Louise Charlotte a fost menționată în rugăciunea bisericii din Suedia.
Cu toate acestea, împărăteasa Ecaterina cea Mare, a dorit ca nepoata ei, Marea Ducesă Alexandra Pavlovna a Rusiei să fie regina Suediei, și și-a afișat aversiunea față de logodnă. Apoi, mai mulți oameni i-au spus regelui că Louise Charlotte, pe care el n-o văzuse, nu era frumoasă. Când regele a fost declarat legal major în 1797, el a rupt logodna. Tatăl ei a cerut despăgubiri. În 1803, problema s-a rezolvat când orașul suedez Wismar din Germania a fost predat Mecklenburg-Schwerin prin tratatul de la Malmö. În cele din urmă, aranjamentul regelui Gustav al Suediei cu nepoata țarinei Rusiei a eșuat din cauza încăpățânării lui Gustav de a permite ca tânăra lui mireasă să-și păstreze religia ortodoxă.
La Ludwigslust la 21 octombrie 1797 Louise Charlotte s-a căsătorit cu Prințul Ereditar Augustus de Saxa-Gotha-Altenburg. Strămoșul lor comun era Frederic al II-lea, Duce de Saxa-Gotha-Altenburg (1676–1732). Mariajul a fost aranjat împotriva dorinței ei și a fost nefericit. Soțul ei a abuzat de ea iar ea a vrut să-l părăsească însă a fost obligată de familie să rămână lângă el. Louise Charlotte a fost descrisă ca fiind foarte blondă, nu prea atrăgătoare, oarecum cocoșată, dar, de asemenea, spirituală, talentată, cultivată, plăcută și mai deschisă decât ceea ce era privit ca un ideal pentru acea perioadă.
Louise Charlotte și Augustus au avut un copil:
- Luise Dorothea Pauline Charlotte Fredericka Auguste (n. Gotha, 21 decembrie 1800 – d. Paris, 30 august 1831). Ea s-a căsătorit prima dată la 31 iulie 1817 cu Ernst I, Duce de Saxa-Coburg și a fost mama Prințului Consort Albert; cei doi au divorțat în 1826; a doua oară s-a căsătorit la 18 octombrie 1826 cu Alexander von Hanstein, numit conte de Pölzig.

Louise Charlotte a murit patru ani mai târziu, la vârsta de 21 de ani, înainte ca Augustus să acceadă la tronul ducatului de Saxa-Gotha-Altenburg. Un an mai târziu, soțul ei s-a recăsătorit cu Karoline Amalie de Hesse-Kassel cu care nu a avut copii.